# 산모토 고로자에몬

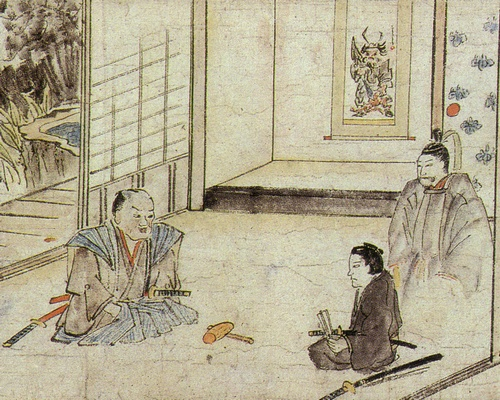
『이노우모노노케로쿠 에마키』. 우리가 보는 방향에서 왼쪽이 산모토 고로자에몬. 반대편에 앉아있는 것이 헤이타로. 그 위에서 그를 지키는 관복 차림의 우지노카미의 모습이다.

산모토 고로자에몬(山本五郎左衛門)은 에도시대 중기의 일본 요괴이야기 『이노우모노노케로쿠(稲生物怪録)』에 등장하는 요괴다.
성씨인 "산모토(山本)"는, 『이노우모노노케로쿠』를 그린 고전의 에마키 중, 『이노우모노노케로쿠 에마키(稲生物怪録絵巻)』를 비롯한 에마키 7작품에 의한 것으로, 히로시마 현립 역사민속박물관에서 소장 중인 『이나테이모노노케로쿠(稲亭物怪録)』에 의한 「山ン本五郎左衛門」라고 쓰여있다. 또한, 『이노우모노노케로쿠』의 주인공・이노우 헤이타로 자신이 남긴 것으로 알려진 『삼차실록 이야기(三次実録物語)』에서는 「山本太郎左衛門」라 쓰여있다.

## 개요

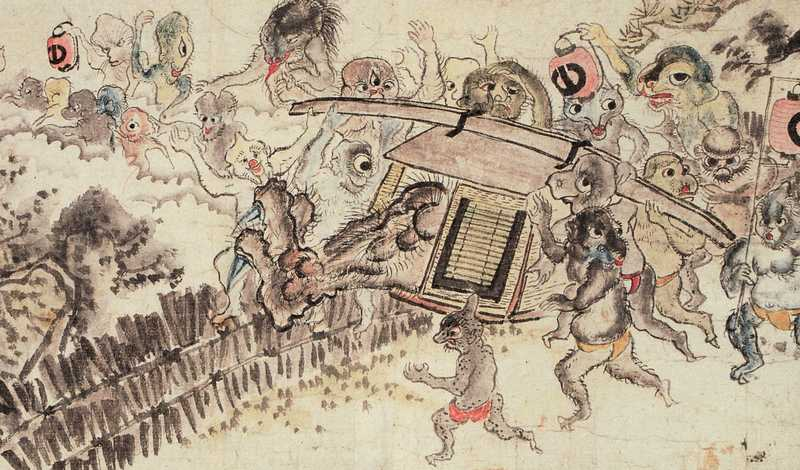
이 에마키에 의하면, 고로자에몬과 요괴들의 귀환 장면. 가마에서 튀어나온 거대한 털북숭이 다리가 마왕 고로자에몬의 실제 모습으로 보인다.

요괴 권속을 가진 두령으로, 마왕에 속하는 자로 여겨진다. 히라타 신사에서 소장하고 있는 요괴 그림에는, 세개의 눈을 가진 카라스텐구의 모습으로 그려져 있는데, 덴메이 3년에 발행된 『이나테이모노노케로쿠』 (게이오기주쿠대학 산다미디어센터 소장)에는, 자신은 텐구류도 여우나 너구리류도 아니라고 말하고 있다.
간엔 2년 (1749년), 빈고국 미요시 (현재의 히로시마현 미요시시)에서, 이노오 헤이타로 (미요시번의 실재한 번사, 이노오 부다유의 아명)에게, 30일간 여러 괴이한 일을 일으켜 게속 위협했지만, 헤이타로는 계속 견뎠다. 그리고, 7월 30일에 한달간 괴이한 일의 마무리로서, 카미시모를 입은 40세 정도의 무사 모습으로 헤이타로 앞에 나타나 이름을 밝히고, 자신은 신노 아쿠고로(神野悪五郎)와 마왕의 우두머리를 걸고 용기있는 소년을 100명이 놀라게 하겠다는 내기를 하고 있었다고 말했다. 그리고, 인도, 중국, 일본을 돌아다니며 86명째에 헤이타로를 놀라게 하려 했지만, 헤이타로가 전혀 놀라지 않아, 자신이 패했고, 자신은 다시 처음부터 다시 시작해야한다며, 헤이타로의 강인함을 칭찬했다. 그리고 자신은 더 이상 괴이한 일을 일으키지 않겠지만, 앞으로 헤이타로가 아쿠고로에게 습격을 당했을 경우에는 이것을 치면 자신이 나타나 힘을 보태겠다며 나무 망치를 헤이타로에게 주고 요괴들을 끌고 떠났다. 이 나무망치는 히로시마시 히가시구의 코쿠젠지에 사찰 보물로 후대에까지 전해지고 있다

## 일화
히로시마에는 이런 일화들이 다수 있다. 네기시 시즈모리의 수필 『미미부코로(耳嚢)』에 의하면, 게이슈 (현재의 히로시마현 서부)의 히구야마에 "산보 고로자에몬(三本五郎左衛門)"이라는 요괴가 있었다고 한다. 그에 따르면, 이노우 부다유(稲生武太夫)가 히키마산에서 하룻밤을 보내고 귀가한 후, 집에 여러 요괴가 나타나게 되었지만, 부다유는 결코 움직이지 않았다. 16일 후, 그의 곁에 고로자에몬이 나타나 그의 대담함을 인정했고, 그 후로는 요괴도 없어졌다고 한다.
또한 마찬가지로 『미미부코로』에는, 아래와 같은 일화가 있다. 분카 5년, 고다유라는 자가 이시카와 아쿠시로(石川悪四郎)라는 요괴를 구경하기 위해 진정산에 올라, 산 속에서 밤을 보낸 후, 귀가하자 집에 요괴가 자주 나타나게 되었다. 하지만, 고다유는 결코 무서워하지 않았다. 수일 후, 아쿠시로가 승려의 모습으로 변해 고다유를 찾아가, 그의 용감함을 인정하고 산에서 떠나겠다고 고했다. 고다유가 대화의 증거를 요구하자, 아쿠시로는 3척 (약 90cm) 정도 되는 용도 불명의 긴 봉을 남기고 사라졌다고 한다.
이시카와 아쿠시로의 이야기는 고다유의 체험담으로 『미미부코로』에 기술되어 있으나, 내용은 『이노오모노노케로쿠』와 거의 같아, 시즈모리가 잘못 썼거나, 고다유가 『이노오모노노케로쿠』를 각색하여 시즈모리에게 말한 것일수도 있다.

## 참고 문헌
- 스기모토 요시노부, 편집. (2004). 《稲生物怪録絵巻集成》 (일본어). 국서간행회. ISBN 978-4-336-04635-2.

## 같이 보기
- 일본의 요괴 목록
- 이나가키 타루호 - 단편 「山ン本五郎左衛門只今退散仕る」의 작가.